# Sri Lanka Matha
Sri Lanka Matha là quốc ca của Sri Lanka.

## Lời tiếng Sinhala
Sri Lanka Matha, apa Sri Lanka,
Namo Namo Namo Namo Matha.
Sundara siri barini,
Surändi athi Sobamana Lanka
Dhanya dhanaya neka mal pala thuru piri, jaya bhoomiya ramya.
Apa hata säpa siri setha sadana, jee vanaye Matha!
Piliganu mana apa bhakti pooja,
Namo Namo Matha.
Apa Sri Lanka,
Namo Namo Namo Namo Matha,
apa Sri Lanka, Namo Namo Namo Namo Matha.
Obave apa vidya obamaya apa sathya obave apa shakti
apa hada thula bhakti oba apa aloke
apage anuprane oba apa jeevana ve
apa muktiya obave
Nava jeevana demine nithina apa
Pubudu karan matha
Gnana veerya vadavamina ragena yanu
mana jaya bhoomi kara
Eka mavekuge daru kala bavina
yamu yamu wee nopama
Prema vadamu sama bheda durara da Namo Namo Matha

## Lời tiếng Tamil
Sri lankA thAyE - nam Sri Lanka
nammO nammO nammO nammO thAyE
nallezil poli sIraNi
nalangkaL yAvum niRai vAnmaNi langkA
njAlam pukaz vaLa vayal nathi malai malar
naRunjsOlai koL langkA
namathuRu pukalitam ena oLirvAy
namathuthi El thAyE
namathalai ninathati mEl vaiththOmE
namathuyirE thAyE - nam Sri Lanka
nammO nammO nammO nammO thAyE
namathAraruL AnAy
navai thavir uNarvAnAy
namathOr valiyAnAy
navil suthanthiram AnAy
namathiLamaiyai nAttE
naku mati thanaiyOttE
amaivuRum aRivutanE
atalseRi thuNivaruLE - nam Sri Lanka
nammO nammO nammO nammO thAyE
namathOr oLi vaLamE
naRiya malar ena nilavum thAyE
yAmellAm oru karuNai anaipayantha
ezilkoL sEykaL enavE
iyaluRu piLavukaL thamai aRavE
izivena nIkkituvOm
Iza sirOmaNi vAzvuRu pUmaNi
nammO nammO thAyE - nam Sri Lanka
nammO nammO nammO nammO thAyE

## Lời tiếng tiếng Anh
Mother Lanka we salute Thee!
Plenteous in prosperity, Thou,
Beauteous in grace and love,
Laden with grain and luscious fruit,
And fragrant flowers of radiant hue,
Giver of life and all good things,
Our land of joy and victory,
Receive our grateful praise sublime,
Lanka! we worship Thee.
Thou gavest us Knowledge and Truth,
Thou art our strength and inward faith,
Our light divine and sentient being,
Breath of life and liberation.
Grant us, bondage free, inspiration.
Inspire us for ever.
In wisdom and strength renewed,
Ill-will, hatred, strife all ended,
In love enfolded, a mighty nation
Marching onward, all as one,
Lead us, Mother, to fullest freedom.

## Lời tiếng tiếng Việt
Mẹ Lanka chúng tôi chào Ngài!
Nhiều trong sự thịnh vượng, Ngươi,
Đẹp trong ân sủng và tình yêu,
Đầy ngũ cốc và trái cây ngon,
Và thơm hoa của màu sắc rạng rỡ,
Đấng ban sự sống và tất cả những điều tốt đẹp,
Đất của chúng tôi niềm vui và chiến thắng,
Nhận được lời khen ngợi biết ơn của chúng tôi tuyệt vời,
Lanka! chúng ta thờ phượng Ngài.